# Richtlinie 2009/104/EG
Die Richtlinie 2009/104/EG ist eine Europäische Richtlinie, die als die Zweite Einzelrichtlinie zur Richtlinie 89/391/EWG (Arbeitsschutz-Rahmenrichtlinie) die Mindestanforderungen für Arbeitsmittel ergänzt.

## Anwendung
Als die Zweite Einzelrichtlinie zur Richtlinie 89/391/EWG (Arbeitsschutz-Rahmenrichtlinie) wurde von der EU die Richtlinie 89/655/EWG veröffentlicht, die die Mindestanforderungen für Arbeitsmittel ergänzte. Aufgrund von mehrfachen und umfangreichen Änderungen beschloss die EU die Richtlinie zu kodifizieren und durch diese Richtlinie 2009/104/EG zu ersetzen.
Wie die Vorgängerrichtlinie ergänzt diese Einzelrichtlinie die Allgemeinen Vorschriften zu Gesundheitsschutz und Sicherheit von Arbeitnehmern bei der Arbeit, die in der Richtlinie 89/391/EG festgelegt sind, durch die Mindestanforderungen für Arbeitsmittel.
Gemäß dieser Richtlinie muss die Sicherheit der den Arbeitnehmern zur Verfügung gestellten Arbeitsmittel durch den Arbeitgeber gewährleistet werden. Die Auswahl der Arbeitsmittel ist von den besonderen Arbeitsbedingungen am Arbeitsplatz abhängig und durch die Arbeitsmittel auftretenden Gefahren sind so weit wie möglich zu minimieren. Ergonomischen Grundsätze und der Gesundheitsschutz der Arbeitnehmer am Arbeitsplatz ist bei der Benutzung der Arbeitsmittel zu berücksichtigen. Den Arbeitnehmern sind angemessene Informationen zu den Einsatzbedingungen, absehbare Störfälle und allgemeine Erfahrungen mit den Arbeitsmitteln (ggf. in schriftlicher Form) zur Verfügung zu stellen und sie sind angemessen zu schulen. Die Benutzung von Arbeitsmitteln, die mit einer möglichen Gefährdung der Sicherheit oder Gesundheit der Arbeitnehmer verbunden sind, muss den hierzu beauftragten Personen vorbehalten bleiben. Der Arbeitgeber hat außerdem sicherstellen, dass Instandsetzungs-, Umbau-, Instandhaltungs- und Wartungsarbeiten nur durch hierzu befugte Arbeitnehmer durchgeführt werden.
Wenn andere EU-Rechtsvorschriften zu Arbeitsmitteln existieren, haben diese Arbeitsmittel den Anforderungen der anderen Richtlinien, bzw. den Anforderungen im Anhang I dieser Richtlinie erfüllen. Arbeitgeber sind insbesondere dafür verantwortlich, dass Arbeitsmittel regelmäßig gewartet und korrekt montiert werden. Die korrekte Funktion der Arbeitsmittel ist durch qualifizierte Personen zu überprüfen, sicherzustellen und das Ergebnis der Überprüfung zu dokumentieren.

## Aufbau der Richtlinie  2009/104/EG
- KAPITEL I ALLGEMEINE BESTIMMUNGEN
  - Artikel 1 Ziel der Richtlinie
  - Artikel 2 Definitionen
- KAPITEL II PFLICHTEN DES ARBEITSGEBERS
  - Artikel 3 Allgemeine Pflichten
  - Artikel 4 Vorschriften für die Arbeitsmittel
  - Artikel 5 Überprüfung der Arbeitsmittel
  - Artikel 6 Spezifisch gefährliche Arbeitsmittel
  - Artikel 7 Ergonomie und Gesundheitsschutz am Arbeitsplatz
  - Artikel 8 Unterrichtung der Arbeitnehmer
  - Artikel 9 Unterweisung der Arbeitnehmer
  - Artikel 10 Anhörung und Beteiligung der Arbeitnehmer
- KAPITEL III SONSTIGE BESTIMMUNGEN
  - Artikel 11 Änderung der Anhänge
  - Artikel 12 Schlussbestimmungen
  - Artikel 13
  - Artikel 14 (Inkrafttreten)
  - Artikel 15
- ANHANG I MINDESTVORSCHRIFTEN
- ANHANG II BESTIMMUNGEN NACH ARTIKEL 4 ABSATZ 3 BETREFFEND DIE BENUTZUNG DER ARBEITSMITTEL
- ANHANG III
  - TEIL A Aufgehobene Richtlinie mit ihren nachfolgenden Änderungen
  - TEIL B Fristen für die Umsetzung in innerstaatliches Recht
- ANHANG IV Entsprechungstabelle

## Nationale Umsetzungen
- Deutschland: Betriebssicherheitsverordnung (BetrSichV)
- Österreich: Arbeitsmittelverordnung (AM-VO)
- Schweiz: die Schweiz hat diese Richtlinie nicht umgesetzt, es gilt die EKAS Richtlinie Arbeitsmittel 6512